# Henryk Andreas Kamieniecki
Henryk Andreas Kamieniecki der Wappengemeinschaft Pilawa  (* 1430 auf der Burg Kamieniec in Odrzykoń; † 1488) war ein polnischer Ritter, Senator und Kastellan von Sanok sowie einer der Anführer der polnischen Hussiten.

## Leben
Henryk Andreas Kamieniecki stammte aus Odrzykoń in Kleinpolen. Er war ein Sohn von Marcin Kamieniecki und Katarzyna Szafraniec, Wappengemeinschaft Stary Koń. Bereits als Kamieniecki noch ein Kind war, schloss sich seine Familie den polnischen Hussiten unter Spytko von Mahlstein an. Er begann 1444 ein Studium an der Krakauer Akademie. Nach dem Tod seines Bruders 1448 erbte er die Burg Kamieniec und die umliegenden Ländereien. 1449 beteiligte er sich an einem Kriegszug in Moldawien. Bis 1460 führte er einen Rechtsstreit mit den Bischöfen von Przemyśl um angrenzende Ländereien. 1474 verteidigte er die Burg Kamieniec gegen die Truppen von Matthias Corvinus. Er war der Urgroßvater der Zarin Marina Mniszech sowie des Kardinals und Primas Poloniae Bernard Maciejowski.